# Lunar Orbit Rendezvous

Diagram av LOR

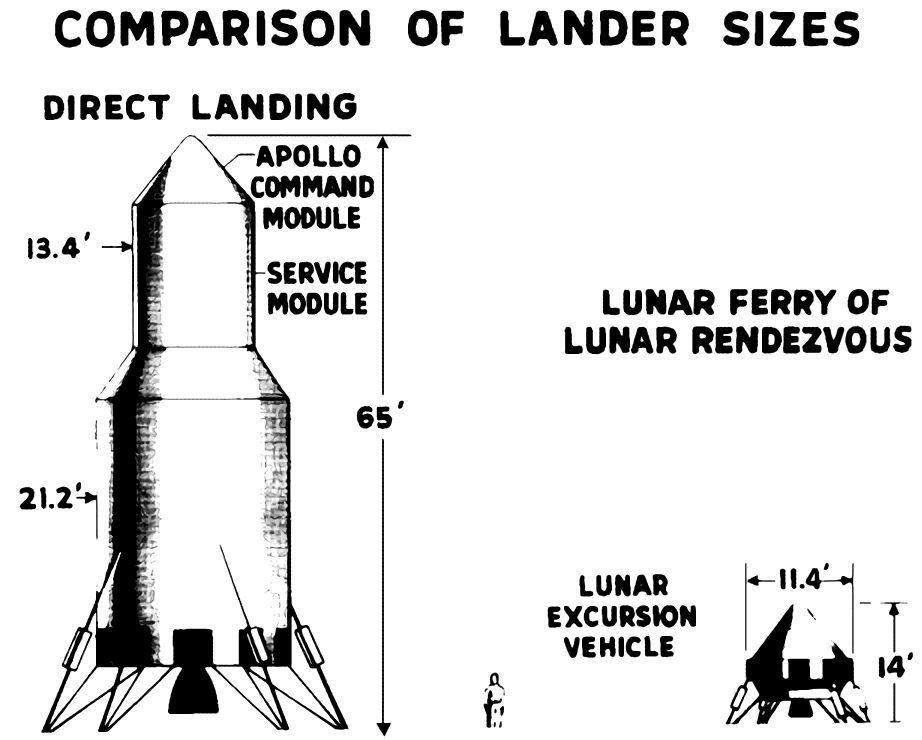
Jämförelse mellan EOR- och LOR-landare

Lunar Orbit Rendezvous innebär att man åker till månen med två sammankopplade farkoster som sedan delar sig vid månen. En landar och en stannar i omloppsbana. Sedan dockar man igen och åker tillbaka till jorden. Detta istället för Earth Orbit Rendezvous som är samma sak fast den ena stannar vid jorden medan den andra åker till månen själv. Fördelen med Lunar Orbit Rendezvous är att man kan göra själva månlandaren väldigt liten och lätt.
Lunar Orbit Rendezvous var den variant som NASA använde när man utförde månlandningarna mellan 1969 och 1972.